# Підінг
Підінг (нім. Piding) — громада в Німеччині, знаходиться в землі Баварія. Підпорядковується адміністративному округу Верхня Баварія. Входить до складу району Берхтесгаден.
Площа — 17,55 км2. Населення становить 5447 ос. (станом на 31 грудня 2020).